# Poa limosa
Poa limosa är en gräsart som beskrevs av Frank Lamson Scribner och Thomas Albert Williams. Poa limosa ingår i släktet gröen, och familjen gräs. Inga underarter finns listade i Catalogue of Life.